# Syzeuctus incompletus
Syzeuctus incompletus är en stekelart som beskrevs av Gyöö Viktor Szépligeti 1908. Syzeuctus incompletus ingår i släktet Syzeuctus och familjen brokparasitsteklar. Inga underarter finns listade i Catalogue of Life.